# Morella (conte)
Morella és el títol d'un conte de suspens i terror escrit per Edgar Allan Poe l'any 1835. Es publicà aquest any a l'abril, i aparegué per primera vegada en el diari nord-americà Southern Literary Messenger. Al novembre de 1839 aparegué en la revista Burton's Gentlema's Magazine.

## Argument
Un narrador protagonista anònim en compte la història del seu matrimoni amb Morella, una culta i estranya dona que llegeix i aprofundeix en les pàgines prohibides del misticisme. Els seus sentiments cap a ella havien estat sempre estranys i indefinibles, el narrador sap que mai havia sentit amor per Morella. Com a resultat de les seues pràctiques i lectures, aconseguí la immortalitat de l'ànima, però la seua forma física es deteriorava cada vegada més, per això es passava el temps al llit parlant amb el seu marit i ensenyant-li les arts fosques que havia aprés. Ell estava summament espantat per les paraules de Morella i en secret li desitjava la mort, malgrat que ho dissimulava. En acabant, Morella mor durant el part, però la seua ànima passa a habitar el cos de la filla de tots dos. Morella, abans de morir li diu al narrador, el seu marit, que mai havia estat estimada per ell, per tant, després de la mort seria estimada per ell amb un amor perfecte i pur. A mesura que passa el temps, la filla de Morella se semblava a sa mare en tot, cosa que pertorbava el narrador en gran manera. Mai li havia posat un nom, pel simple fet que no sabia quin posar-li'n. Quan la xiqueta feu deu anys, ell decideix batejar-la per eliminar qualsevol dimoni que tinguera a dins. Quan el sacerdot li pregunta quin és el seu nom, ell contesta "Morella". En aquest moment, ella diu "Estic ací!", i cau morta a terra. La història arriba a la fi quan la segona Morella és dipositada al mateix sepulcre que l'anterior, i el narrador s'adona que els ossos de la seua esposa difunta ja no hi eren.

## Anàlisi
Hi ha diverses teories sobre l'origen del nom de Morella. Una n'és que està basat en el nom de Juliana Morell (1595-1653), una musa del poeta Lope de Vega. A més "Morel" és el nom d'una herba verinosa anomenada ombra de la nit negra, d'on es pot obtenir la droga belladona.
En aquest relat, Poe explora la idea del que passa després de la mort amb la identitat i l'ànima. Suposa que aquesta es conserva i que pot passar a altres cossos. Aquesta hipòtesi de Poe es veu influenciada per l'obra de Friedrich Schelling, que se cita en aquest relat.
Cal dir que la decisió d'anomenar Morella la seua filla per part del narrador implica el desig subconscient de la mort de la criatura, ja que ha d'estar percebent inconscientment que ella té l'ànima de Morella, la seua dona, a qui també li desitjava la mort. El renaixement de Morella s'assembla als vampirs que clamen venjança, volent vampiritzar la seua víctima.

### Tema principal
A Poe sempre li va atraure escriure sobre la mort, la resurrecció, l'amor i el terror, temes que es veuen units en aquest pertorbador relat, de l'estil de Berenice, Ligeia o Eleonora.